# Gonodonta uxor
Gonodonta uxor là một loài bướm đêm trong họ Noctuidae.